# Martigny (Seine-Maritime)

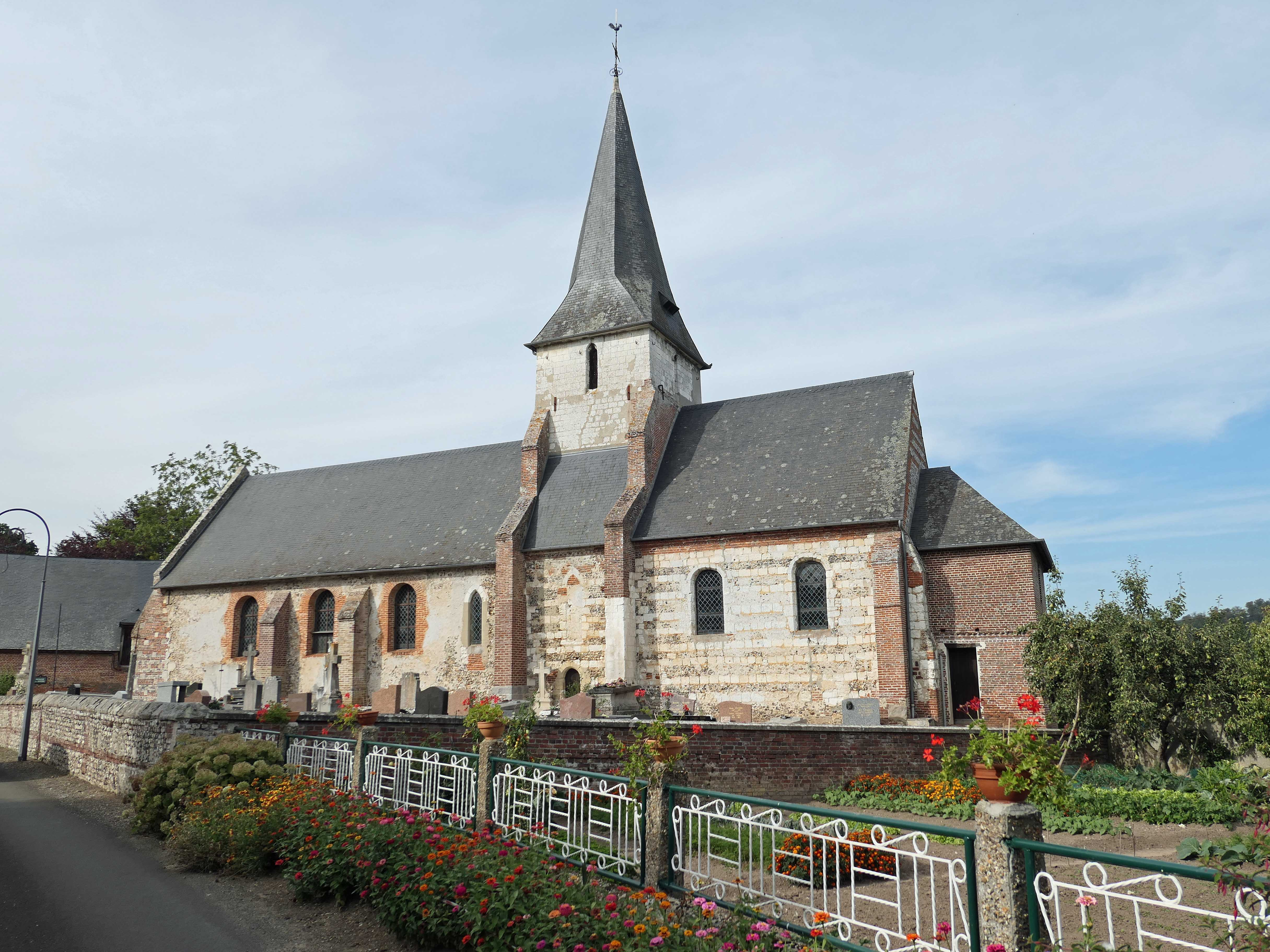

Martigny is een gemeente in het Franse departement Seine-Maritime (regio Normandië) en telt 500 inwoners (2005). De plaats maakt deel uit van het arrondissement Dieppe.

## Geografie
De oppervlakte van Martigny bedraagt 5,1 km², de bevolkingsdichtheid is 98,0 inwoners per km².
De onderstaande kaart toont de ligging van Martigny (Seine-Maritime) met de belangrijkste infrastructuur en aangrenzende gemeenten.

## Demografie
Onderstaande figuur toont het verloop van het inwonertal (bron: INSEE-tellingen).